# Vivian Reed
Vivian Reed (Pittsburgh, 17 aprile 1894 – Woodland Hills (Los Angeles), 19 luglio 1989) è stata un'attrice statunitense del cinema muto.
Era sposata con il regista Alfred E. Green, dal quale ebbe tre figli: Douglas Green, Hilton A. Green e Marshall Green. Tutti e tre lavorarono come assistenti alla regia.

## Filmografia
- The Patchwork Girl of Oz, regia di J. Farrell MacDonald (1914)
- The Magic Cloak, regia di J. Farrell MacDonald (1914)
- His Majesty, the Scarecrow of Oz, regia di L. Frank Baum (1914)
- The Last Egyptian, regia di J. Farrell MacDonald (1914)
- Barriera di sangue (The Heart of Maryland), regia di Herbert Brenon (1915)
- Perils of the Jungle, regia di E.A. Martin - cortometraggio (1915)
- Ingratitude of Liz Taylor, regia di Edward J. Le Saint - cortometraggio (1915)
- Tiger Bait, regia di L. W. Chaudet[1] - cortometraggio (1915)
- The Journey's End - cortometraggio (1915)
- The Onion Patch, regia di Norval MacGregor - cortometraggio (1915)
- Motherhood, regia di Lloyd B. Carleton - cortometraggio (1915)
- The Isle of Content, regia di George Nichols - cortometraggio (1915)
- The Scarlet Lady, regia di George Nichols - cortometraggio (1915)
- The Man with the Iron Heart, regia di George Nichols - cortometraggio (1915)
- The Eternal Feminine, regia di George Nichols - cortometraggio (1915)
- The Sculptor's Model, regia di George Nichols - cortometraggio (1915)
- The Lost Messenger, regia di George Nichols - cortometraggio (1915)
- The Print of the Nails, regia di George Nichols - cortometraggio (1915)
- Sacred Tiger of Agra, regia di Lloyd B. Carleton - cortometraggio (1915)
- Tom Martin: A Man, regia di George Nichols - cortometraggio (1916)
- The Dragnet, regia di Frank Beal - cortometraggio (1916)
- A Social Deception, regia di Thomas N. Heffron - cortometraggio (1916)
- The Devil, the Servant and the Man, regia di Frank Beal - cortometraggio (1916)
- At Piney Ridge, regia di William Robert Daly (1916)
- The Temptation of Adam, regia di Alfred E. Green - cortometraggio (1916)
- The Hard Way, regia di Thomas N. Heffron - cortometraggio (1916)
- The Test of Chivalry, regia di William Robert Daly - cortometraggio (1916)
- The Return, regia di Thomas N. Heffron - cortometraggio (1916)
- The Conflict, regia di William Robert Daly - cortometraggio (1916)
- The Old Man Who Tried to Grow Young, regia di Thomas N. Heffron - cortometraggio (1916)
- In the House of the Chief, regia di Thomas N. Heffron - cortometraggio (1916)
- The Princess of Patches, regia di Alfred E. Green (1917)
- Lost and Found, regia di Alfred E. Green (come Al Green) (1917)
- Little Lost Sister, regia di Alfred E. Green (1917)
- The Lad and the Lion, regia di Alfred E. Green (1917)
- The Friendship of Beaupere, regia di Alfred E. Green - cortometraggio (1917)
- Bull's Eye
- The Guilty Man
- It's a Bear, regia di Lawrence C. Windom (1919)
- Student Tour
- Una donna vivace (Vivacious Lady), regia di George Stevens (1938)